# Helianthus divaricatus
Helianthus divaricatus — вид квіткових рослин з родини айстрових (Asteraceae).

## Біоморфологічна характеристика
Це багаторічник 20–150 см (кореневищні). Стебла прямовисні, зазвичай голі, рідко ± волосисті (частіше сизі). Листки стеблові; протилежні; сидячі; листкові пластинки (від світло- до темно-зелених, іноді білуваті абаксіально) від ланцетних до ланцетно-яйцюватих, 6–15 × 1–5 см, абаксіально (низ) розріджено щетинисті й крапчасто залозисті, краї від майже цілих до зазубрених. Квіткових голів 1–10. Променеві квітки 8–12; пластинки 15–30 мм. Дискові квітки 40+; віночки 4.2–5.5 мм, частки жовті; пиляки зазвичай темно-коричневі до чорних. Ципсели 3–3.6 мм. 2n = 34. Цвітіння: літо — початок осені.

## Умови зростання
Схід Північної Америки: Канада (Квебек, Онтаріо); США (Західна Вірджинія, Вірджинія, Теннессі, Південна Кароліна, Род-Айленд, Пенсільванія, Індіана, Іллінойс, Джорджія, Флорида, Округ Колумбія, Делавер, Коннектикут, Арканзас, Алабама, Айова, Кентуккі, Луїзіана, Мериленд, Массачусетс, Мічиган, Нью-Гемпшир, Нью-Джерсі, Нью-Йорк, Північна Кароліна, Огайо, Оклахома, Міссурі, Міссісіпі, Мен, Вермонт, Вісконсин). Населяє сухі відкриті місця; 10–900+ метрів.

## Значущість
Цей вид є вторинним генетичним родичем культивованого соняшнику H. annuus і родичем четвертої групи таксонів топінамбура H. tuberosus. Рід Helianthus приваблює велику кількість місцевих бджіл.